# Пенцис, Айнарс
Айнарс Пенцис (латыш. Ainars Pencis, Валка) — начальник Государственной пожарно-спасательной службы (ГПСС) (или глава департамента пожарно-спасательной службы МВД) (21.07.1997. — 20.12.2005 — зам начальник, начальник 22.12.2005. — 01.04.2011). Руководитель Колледжа ГПСС и гражданской обороны. Генерал (Латвия, 20 января 2004 года). В 1989 году окончил Минскую высшую школу Министерства внутренних дел СССР. В 1979 году окончил Ленинградскую пожарно-техническую школу. После окончания начал работать пожарным в Риге.
Награды: более 17 наград. в том числе именное оружие и Золотой Знак почета, а также Орден Дружбы (Россия)Александр Вешняков: мы хотим, чтобы модернизация России стала общеевропейским проектом Архивная копия от 4 марта 2016 на Wayback Machine.